# Ejido Munixkan
Ejido Munixkan är en ort i Mexiko.   Den ligger i kommunen Jalpan och delstaten Puebla, i den sydöstra delen av landet, 170 km nordost om huvudstaden Mexico City. Ejido Munixkan ligger 564 meter över havet och antalet invånare är 294.
Terrängen runt Ejido Munixkan är huvudsakligen lite kuperad. Ejido Munixkan ligger uppe på en höjd. Runt Ejido Munixkan är det ganska tätbefolkat, med 62 invånare per kvadratkilometer. Närmaste större samhälle är Huehuetla, 19,8 km väster om Ejido Munixkan. Omgivningarna runt Ejido Munixkan är en mosaik av jordbruksmark och naturlig växtlighet.